# Stele von Kervadol

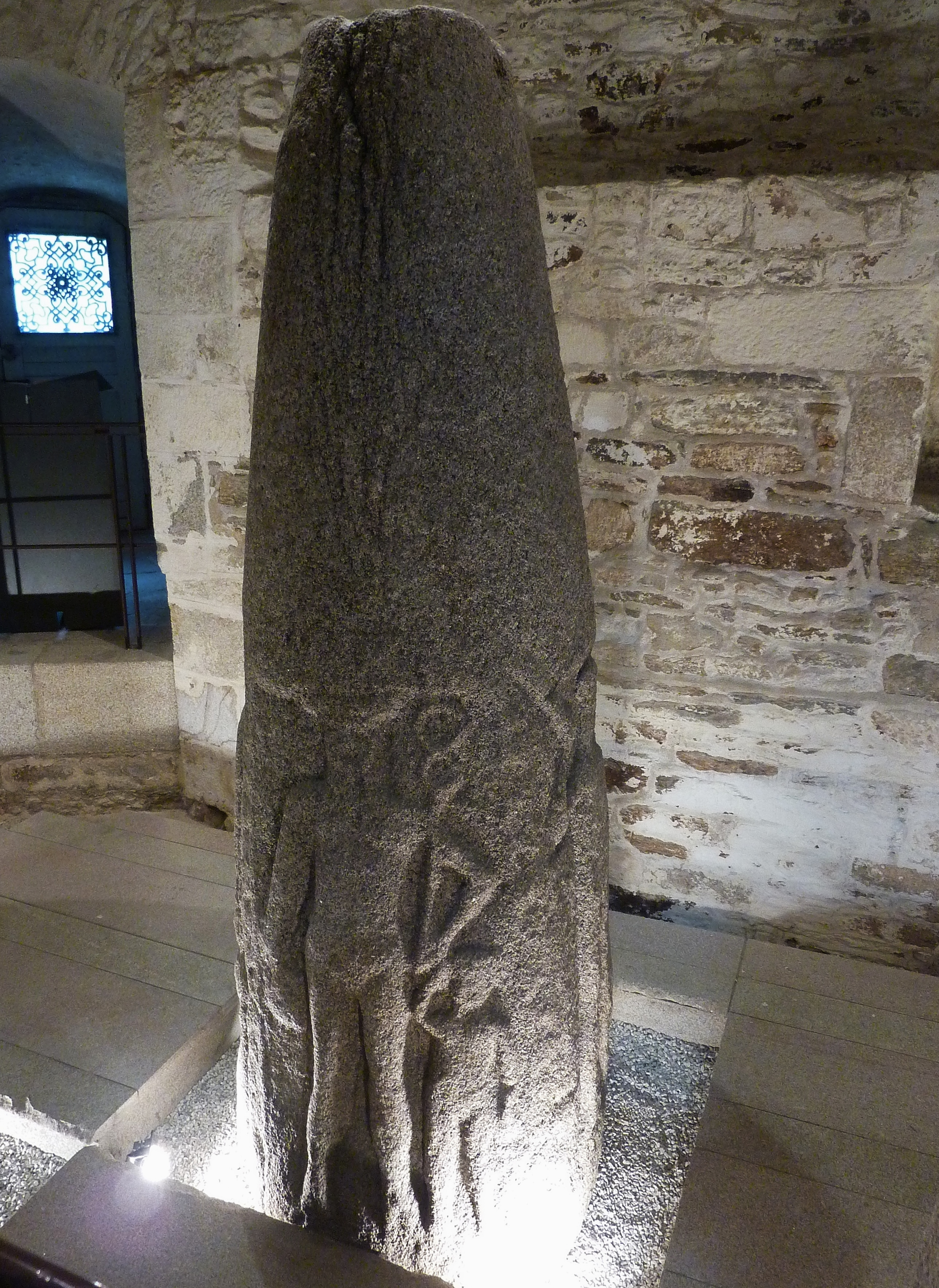
Stele von Kervadol

Die gallische Stele von Kervadol (auch Stele von Plobannalec genannt) steht heute im Musée départemental breton in Quimper im Département Finistère in der Bretagne in Frankreich.
Die eisenzeitliche Stele stammt aus dem 4. oder 5. Jahrhundert v. Chr. und wurde in der gallo-römischen Zeit mit Reliefs verziert, die vier Gottheiten zeigen. Sie wurde 1878 in einem Acker beim Weiler Kervadol, etwa einen Kilometer südlich von Plobannalec, gefunden. Paul du Châtellier (1833–1911) ließ sie am Château de Kernuz aufstellen.
Die Darstellungen auf den vier Seiten des 2,85 m hohen Menhirs werden als Mercurius (begleitet von einem Verstorbenen oder von Amor), Hercules, Mars und Apollon (begleitet von einer weiblichen Figur, möglicherweise Hygieia/Sirona) interpretiert.

Stele von Kervadol
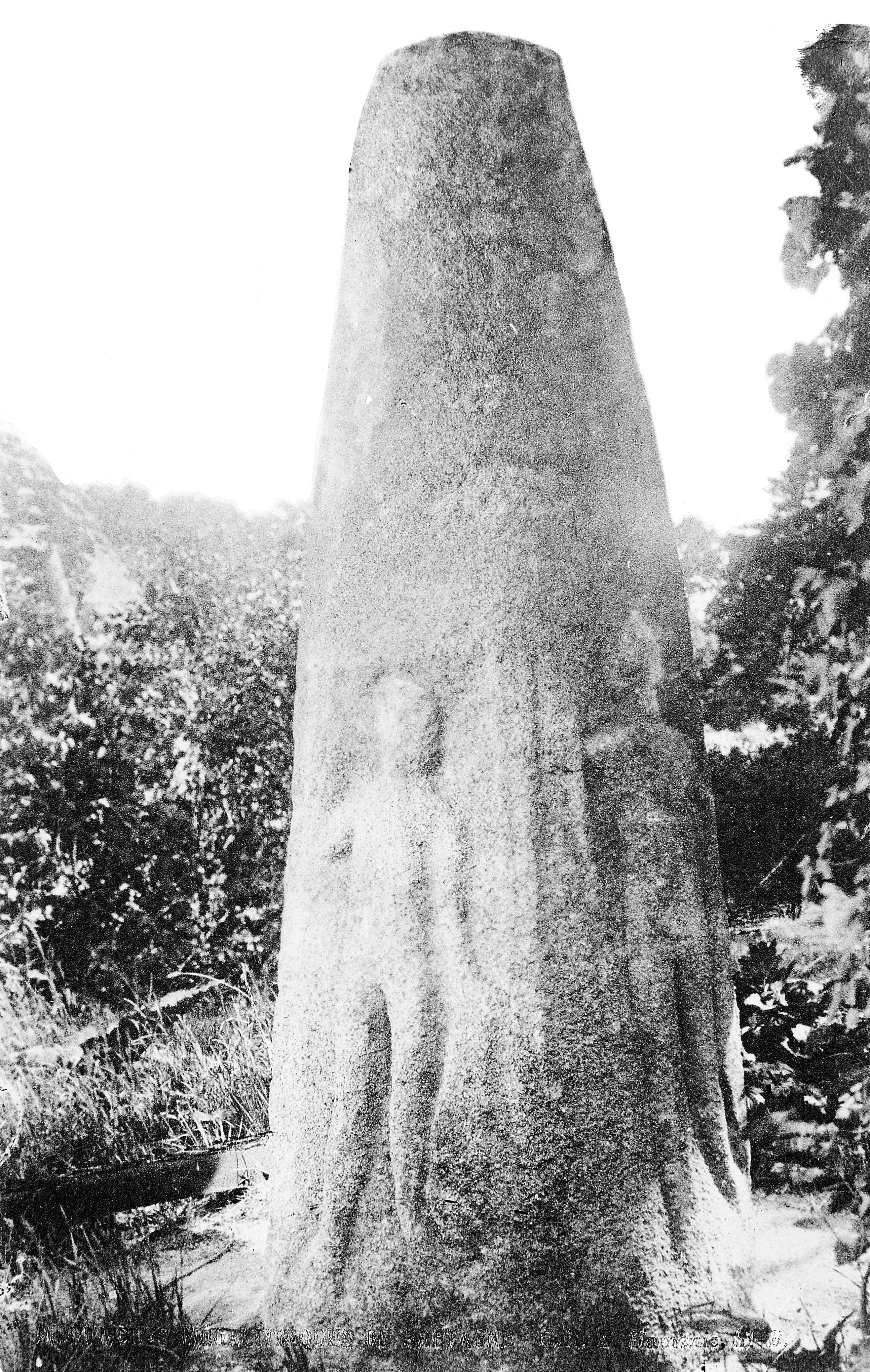
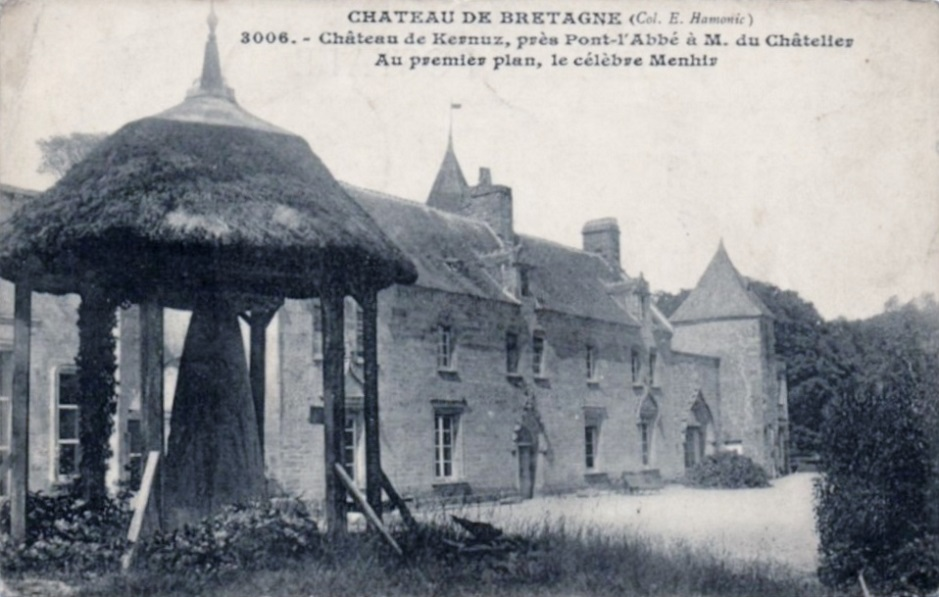
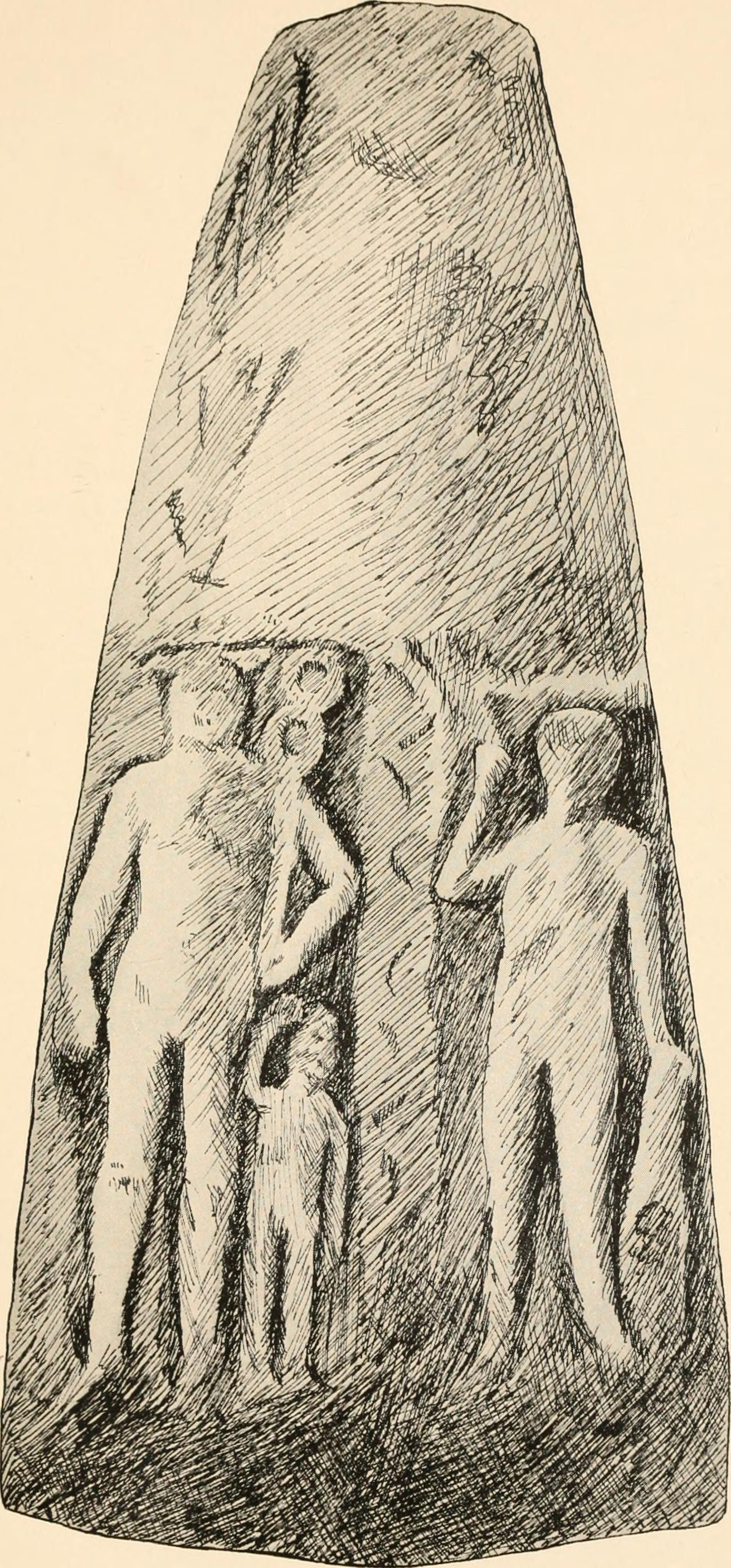

In der Nähe des ursprünglichen Standortes der Stele liegen der Dolmen von Kervadol und der Dolmen von Kervignon.